# Турон (футбольний клуб)
Футбольний клуб «Турон» (узб. Turon Futbol Klubi) — узбецький професійний футбольний клуб з міста Яйпан. Домашні матчі грає на стадіоні «Узбекистан» у місті Яйпан.

## Історія
Команда заснована в 2017 році впродовж двох років виступала в обласному чемпіонаті Ферганської області. У 2019 році дебютувала в третьому дивізіоні та в Кубку Узбекистану. 
Впродовж двох років 2019—2021 команда з Яйпана підвищилась до другої ліги за значенням в Узбекистані.
У сезоні 2022 року команда у другому дивізіоні узбецького футболу посіла 3 місце, яке дозволило грати у матчі плей-оф за вихід до суперліги Узбекістану. У матчі плей-оф «Турпан» переміг ташкентський «Локомотив» з рахунком 2:1, і здобув право у сезоні 2023 року грати у суперлізі Узбекістану.